# Abies grandis
Abies grandis, el abeto de Vancuver, abeto grande, abeto gigante o abeto de Vancouver, es una especie arbórea perteneciente a la familia de las pináceas, originaria del noroeste de Norteamérica y cultivado con frecuencia en Europa por su madera. Se cría en las altitudes de 1800 m. 

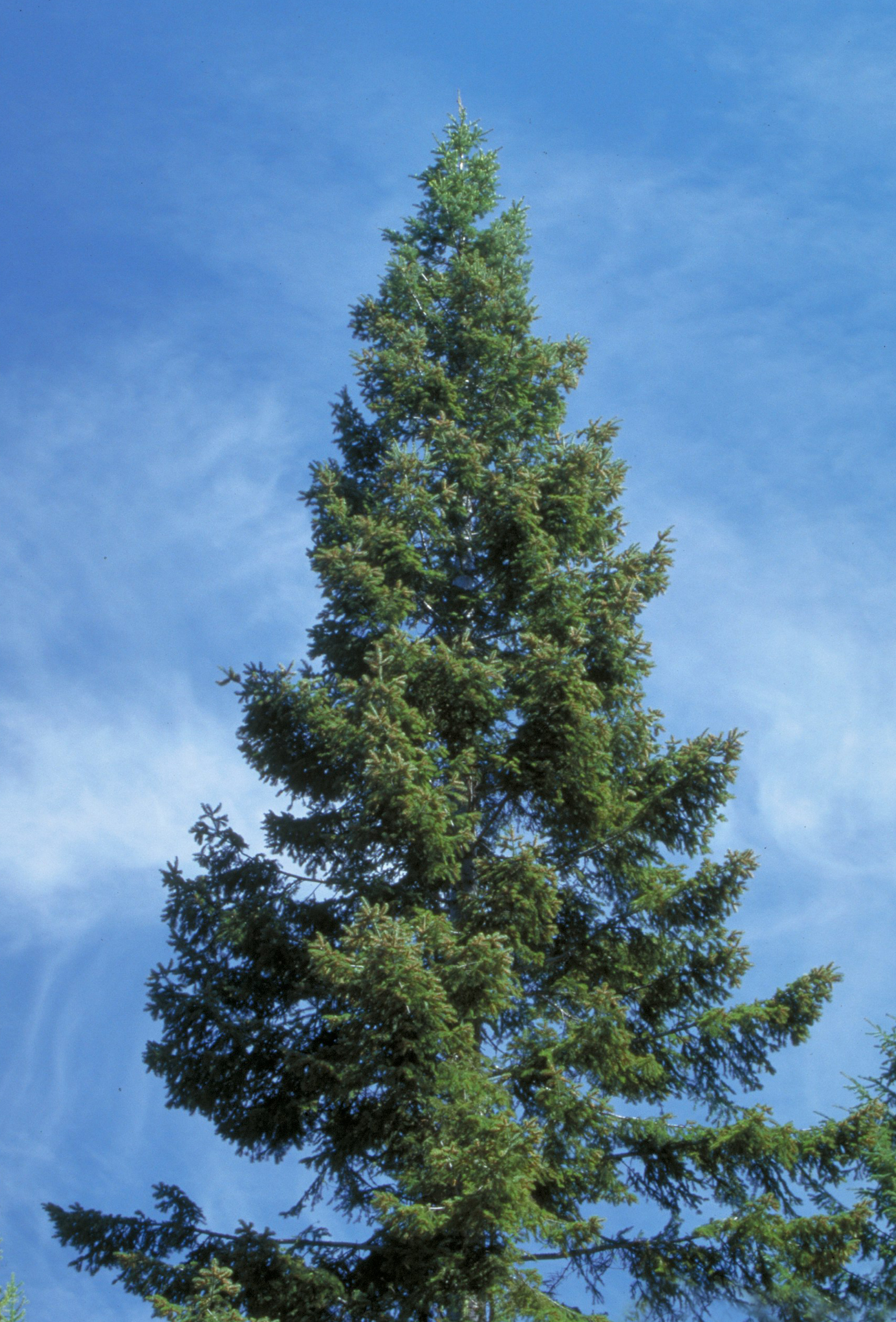
Corona de árbol joven

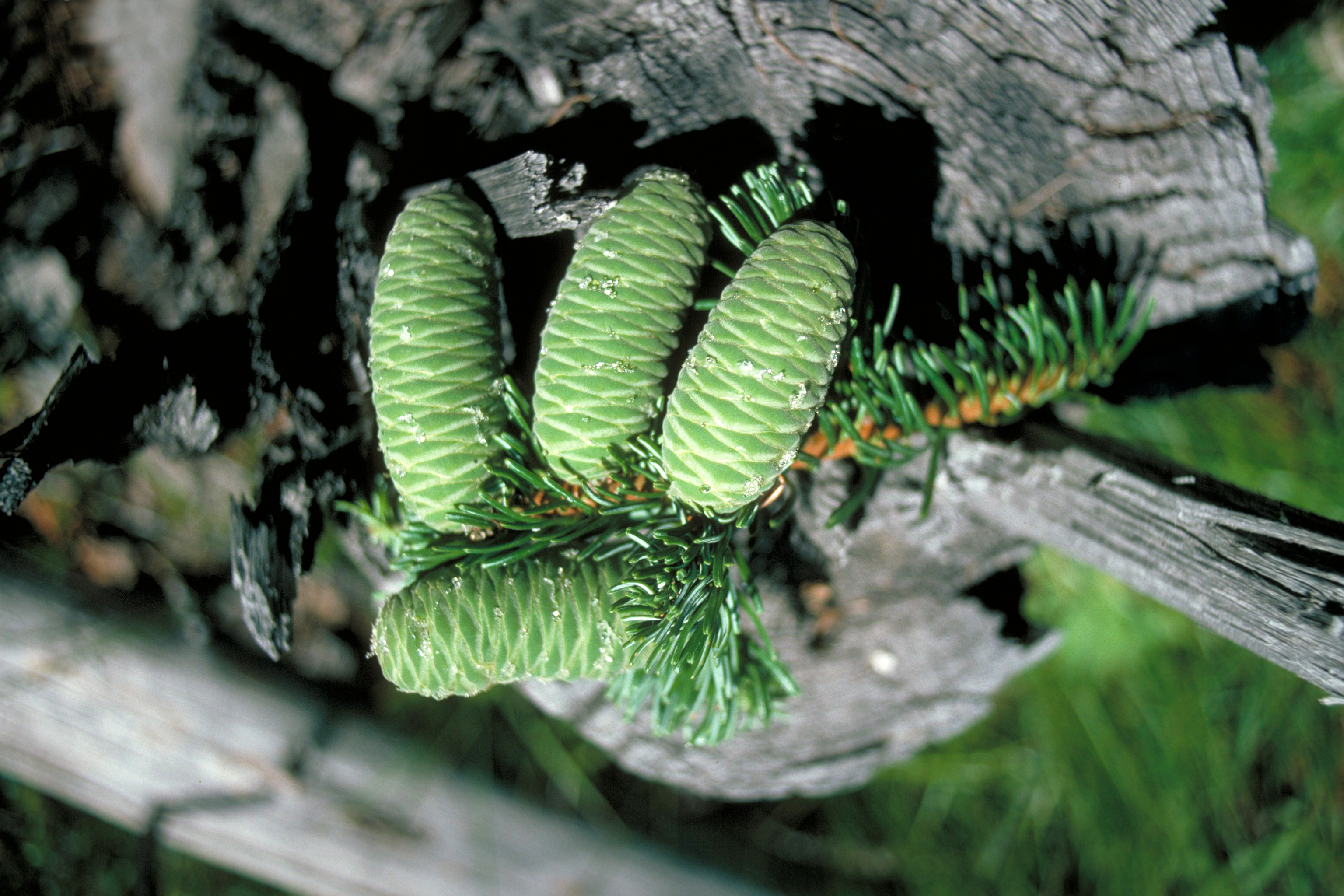
Conos

## Descripción
Es un árbol conífero grande, entre 40 y 70 m, llegando a alcanzar excepcionalmente los 80 m de altura, con un diámetro del tronco de hasta 2 m. Las hojas son aciculares, planas, entre 3 y 6 cm de largo y 2 mm de ancho por 0.5 mm de espesor, de color verde oscuro, por encima y con dos líneas blancas por debajo, escotadas en el ápice.

## Variedades
Existen dos variedades de esta especie: Abies grandis var. grandis y Abies grandis var. idahoensis.
La variedad grandis se localiza desde la costa de la Columbia Británica y la isla de Vancouver, en Canadá, hasta el condado de Sonoma (California), y se da desde el nivel del mar hasta los 900 metros de altitud. De crecimiento bastante rápido (puede crecer 1,5 metros al año en su juventud), esta variedad llega a alcázar los 70 metros de altura. Puede soportar temperaturas de hasta -30°.
La variedad idahoensis suele darse en zonas más de interior, entre los 600 metros y los 1800 metros de altitud. Tiene un área de distribución similar al de la variedad grandis, aunque se diferencia de esta por su mayor resistencia al frío (llega a tolerar hasta -40°) y por su crecimiento más lento (no más de 60 centímetros al año aun en buenas condiciones).
Es un árbol natural de Norteamérica, siendo bastante frecuente en Europa donde se cultiva por su madera. Algunas tribus amerindias emplean su corteza para tratar la fiebre y los resfriados.

## Taxonomía
Abies grandis fue descrita por (Dougl. ex D.Don) Lindl. y publicado en Penny Cyclopædia 1: 30. 1833.
Etimología
Abies: nombre genérico que viene del nombre latino de Abies alba.
grandis: epíteto latino que significa "grande".
Sinonimia
- Abies aromatica Raf.
- Abies excelsior Franco
- Abies gordoniana Carrière
- Abies lasiocarpa Lindl. & Gordon
- Abies occidentalis Cinovskis
- Abies parsonii auct.
- Abies parsonsiana Mast.
- Picea grandis (Douglas ex D.Don) Loudon
- Picea parsonsii Gordon
- Pinus grandis Douglas ex D.Don[7][8]